# Terapia de sustitución hormonal (hombre a mujer)
La terapia de sustitución hormonal (también llamada terapia de reemplazo hormonal, TRH, TSH, terapia hormonal sustitutiva, THS) es aquella utilizada en personas transgénero y transexuales para cambiar los caracteres sexuales de sus cuerpos. Algunas personas intersexuales también reciben TRH, ya sea en la infancia para confirmar el sexo al que fueron asignados, o más adelante, si este designio fue incorrecto.
El propósito de ésta es causar el desarrollo de los caracteres sexuales secundarios del género deseado. Puede no alterar los cambios producidos en el cuerpo durante la primera pubertad, por lo que muchas personas recurren a cirugía plástica y depilación permanente. Los efectos de la terapia de reemplazo hormonal son, a menudo, más satisfactorios para los hombres transgénero que para las mujeres transgénero, dado el hecho de que es más fácil inducir el desarrollo características sexuales secundarias masculinas con andrógenos, que provocar ese efecto en mujeres transexuales con antiandrógenos y estrógenos y progestágenos.
Si bien la terapia no puede deshacer los efectos provocados por la pubertad (si ha ocurrido), desarrollar características sexuales secundarias asociadas con el género propio ha demostrado aliviar el estrés y disconfort asociado con la disforia de género, y puede ayudar a la persona a pasar o ser vista según su género propio. El objetivo de la terapia es mejorar la calidad de vida, alineando a las personas con un cuerpo que es más congruente con su identidad de género.

## Usos médicos
- Producir feminización o desmasculinización en mujeres transgénero, así como en individuos no-binarios transfemeninos o bien en personas intersexuales.

## Requisitos formales para la TRH
Los requisitos para la terapia de reemplazo hormonal varían inmensamente. A menudo, consta de un cierto período de acompañamiento psicológico. Sin embargo, algunas organizaciones todavía requieren un período de tiempo cumpliendo en el rol del género deseado, basadas en estandarizaciones tales como Standards of Care for the Health of Transsexual, Transgender, and Gender Nonconforming People (Normativas del Cuidado para la Salud del Transexual, Transgénero y Personas no conformes con su Género). Este periodo a veces es llamado "Experiencia de la Vida Real" (RLE - Real Life Experience). Algunas personas, en especial individuos de la comunidad transgénero, opinan que la RLE es dañina psicológicamente y es una especie de "filtro", manteniendo a la persona alejada de su transición por el mayor tiempo posible, sino es que permanentemente.
Algunas personas eligen autoadministrarse la medicación, a menudo porque los médicos disponibles tienen muy poca experiencia, o no hay médicos disponibles es su país de origen. En ocasiones, las personas trans eligen automedicarse porque muchos médicos no prescriben las hormonas sin una carta de su terapeuta confirmando un diagnóstico de disforia de género, y haciendo un informe sobre la firme decisión a transicionar de dicho paciente. Las hormonas femeninas en estos casos, son consumidas por la persona en forma de anticonceptivos orales, reemplazo hormonal para la menopausia, y otras obtenidas entre amistades o de manera clandestina, y en muchos casos suponen problemas serios de salud, ya que pueden provocar enfermedades o agravarlas si la persona no sabe que las padece o tiene tendencia a desarrollarlas. Muchos terapeutas requieren por lo menos tres meses de psicoterapia continua y/o RLE antes de escribir dicha carta. En dichas circunstancias, el individuo puede automedicarse hasta conseguir las autorizaciones, sintiendo que no debería esperar a que un profesional médico se convenza de su situación. Además, el costo de dicha terapia (ya sea por el tratamiento en sí, evaluaciones, etc.) puede llegar a ser prohibitivo para muchos.
De cualquier manera, la autoadministración de hormonas es potencialmente peligrosa, en adición a la elevación de las enzimas hepáticas que pueden provocar las hormonas ingeridas oralmente.

## Contraindicaciones médicas
- Absolutas: Historial de cáncer por sensibilidad al estrógeno (por ejemplo: cáncer mamario), historial de trombosis (exceptuando casos donde se realice una terapia con anticoagulantes para evitar la formación de trombos), o historial de prolactinomas.

- Relativas: enfermedades en hígado, riñones o corazón. Infarto (o factores de riesgo de enfermedad cardíaca tales como: colesterol elevado, diabetes, obesidad, tabaquismo. Historial familiar de cáncer mamario o tromboembolismos. Enfermedades de la vesícula biliar. Enfermedades circulatorias o problemas de coagulación tales como: enfermedad vascular periférica, policitemia vera, anemia de células falciformes, hemoglobinuria nocturna paroxística, hiperlipidemia/hipercolesterolemia, hipertensión, factor V leiden, síndrome antifosfolípidos, anticuerpos anticardiolipinas, anticoagulante lúpico, plasminógeno o fibrinólisis, deficiencias proteicas o deficiencias en la antitrombina.

## Estrógenos
- Las dosis utilizadas son a menudo, más altas que en una terapia de sustitución hormonal para mujeres cisgénero (aquellas cuya identidad de género y sexo percibido al nacer corresponden), a pesar de que la guía oficial para endocrinólogos recomienda "mantener los niveles de las hormonas sexuales dentro de un rango normal para el género deseado por la persona".[2] Usualmente, el dosaje es reducido luego de una orquidectomía (remoción de los testículos) o una cirugía de reasignación de sexo. De cualquier manera, bajar la dosis de estrógeno luego de dichas operaciones, es una práctica utilizada desde los tiempos donde altas dosis de estrógeno eran usadas para hacer descender los niveles de testosterona en sangre, ya que los antiandrógenos no eran usados. De hecho, las altas dosis (en tanto se utilice un estrógeno menos potente, el estradiol, que es endógeno al cuerpo humano más que el riesgoso etinilestradiol que tiene mayor riesgo trombotico y estrógenos conjugados usados en el pasado) son recomendadas durante los primeros diez años de la TRH para el completo desarrollo, con o sin orquidectomía o cirugía de reasignación sexual. Generalmente, luego de los 10 años, los dosajes pueden ser reducidos
- Existen diferentes variantes del estradiol, así como otros tipos de estrógenos, aunque los más usados son: estradiol micronizado, acetato de estradiol, valerato de estradiol, cipionato de estradiol, enantato de estradiol, estrógenos conjugados, estrógenos esterificados y etinilestradiol.
- Al incrementar la dosis, también incrementan los riesgos. Por lo tanto, aquellos con contraindicaciones relativas deberán comenzar con dosis bajas y luego incrementarla gradualmente.

## Progestágenos
- Los progestágenos incluyen la progesterona y progestinas (análogos sintéticos de la progesterona o 17-Hidroxiprogesterona). Existen fórmulas orales, sublinguales, supositorios, gel y fórmulas inyectables.

- Los progestágenos, en conjunción con la prolactina, se ven involucrados en la maduración de los lóbulos y acinos glandulares durante el embarazo, que son estructuras mamarias en las que el estrógeno tiene poco efecto, o no tiene efecto alguno.[3][4][5] Sin embargo, no hay actualmente evidencia clínica de que la progesterona o la progestina contribuyan al desarrollo mamario (ya sea en tamaño, forma o apariencia) tanto en mujeres transgénero como en mujeres cisgénero. Un estudio descubrió que no hay diferencia en el desarrollo de las mamas en una terapia sólo con estrógenos y otra con ambas, estrógeno y progestágenos (usualmente 10 mg/día de acetato de medroxiprogesterona).[6] Los autores del estudio añadieron que el grupo de muestreo era muy pequeño como para llegar a una conclusión definitoria, y que estudios posteriores deberían estar enfocados en descubrir si los progestágenos afectan significativamente el tamaño de las mamas en mujeres transgénero.[6]

- Los progestágenos se ven involucrados en la distribución de grasa,[7] incremento de la reacción emocional, incremento del apetito, ligero aumento de la secreción oleosa de la piel, aumento del flujo sanguíneo a la piel, se incrementa la habilidad de sudar y descender la temperatura corporal externa, aumento de temperatura corporal interna (permitiendo una mayor tolerancia al frío), mejora en la salud de las uñas, producción de una sensación de calma y mejora el sueño, también existe un aumento en la energía.[8][9][10][11] Se puede mencionar como efecto adverso, debido al aumento de la oleosidad en la piel, una posible aparición de acné. En sumatoria, los efectos mencionados puede ser resultado de una acción androgénica, lo que puede ser no deseado para la mayoría.

- La progesterona en particular, es esencial para la salud ósea y aparentemente tiene un rol en la elasticidad de la piel y el tejido nervioso.[12] Otros efectos particulares de la progesterona incluyen la reducción de espasmos y relajación del músculo liso. La actividad de la vesícula biliar se ve reducida, los bronquios se dilatan,[13] funciona como agente antiinflamatorio y reduce la respuesta inmune, normaliza la coagulación y el tono vascular, los niveles de zinc y cobre en la sangre se normalizan, al igual que los niveles de oxígeno en las células, y se utilizan los depósitos grasos como energía. La progesterona también se involucra en la función de la tiroides y el desarrollo de los osteoblastos para la construcción ósea.

- Las progestinas (progestágenos sintéticos) están asociadas con un aumento en el riesgo de contraer cáncer de mamas, lo cual no se presenta con la progesterona.[14]

## Antiandrógenos
- La espironolactona es el antiandrógeno más utilizado en Estados Unidos por su relativa seguridad y su bajo precio. La ciproterona es más usada fuera de los Estados Unidos.

- La espironolactona es un diurético conservador del potasio que también se utiliza para tratar la hipertensión con renina baja, edema, hiperaldosteronismo, y niveles de potasio bajos a causa de otros diuréticos. Puede causar un aumento en los niveles de potasio (hiperkalemia), y está sumamente contraindicada en personas con antecedentes de falla renal o elevados niveles de potasio en sangre. La espironolactona previene la formación de testosterona en los testículos (No así en las glándulas suprarrenales) al inhibir las enzimas involucradas en la producción de dicha hormona[15][16][17][18] y previene a los andrógenos de unirse a los receptores androgénicos.[19][20][21][22][23]

- La ciproterona es un derivado de la 17-hidroxiprogesterona y suprime las gonadotropinas (lo cual reduce los niveles de testosterona en sangre), bloquea los receptores androgénicos y es una progestina débil. Se ha utilizado en tratamientos de cáncer de próstata. Si es usada por un largo tiempo en dosis mayores a 150 miligramos, puede resultar en una falla y/o daño hepático.[24][25][26][27][28][29][30][31][32]

- Otros antiandrógenos incluyen: la bicalutamida, flutamida y nilutamida. A diferencia de las dos primeras medicaciones mencionadas, éstas no disminuyen los niveles de testosterona, pero previenen que la testosterona y dihidrotestosterona se adhieran a los receptores. Por su débil acción en el cerebro, no disminuyen la libido ni decrecen las erecciones. Otros dos antiandrógenos raramente prescritos son el ketoconazol y la cimetidina. El ketoconazol ha sido utilizado en casos de cáncer de próstata e hirsutismo, sin embargo tiene un alto potencial de toxicidad hepática en usos a largo plazo. La cimetidina también se ha utilizado en casos de hirsutismo, pero es un antiandrógeno débil, por lo cual no es recomendado para una TRH.

- Ciertos antiandrógenos no disminuyen los niveles de testosterona o previenen su acción en los tejidos, pero sí la formación de su metabolito, la dihidrotestosterona (DHT). Estas medicaciones puede ser usadas cuando la paciente tiene el patrón masculino de pérdida capilar (Alopecia androgénica) y/o agrandamiento prostático (Hiperplasia benigna de próstata). La DHT contribuye a la manifestación y exacerbación de ambas. Dos medicaciones que se encuentran disponibles para la prevención de la formación de la DHT son: Finasteride y dutasteride. Los niveles de DHT pueden ser bajados en un 60-75% con la primera, dependiendo de la dosificación y en un 93-94% con la última.

## Orquidectomia
En algunos casos, las pacientes transexuales deciden someterse a la amputación de los testículos para eliminar la testosterona totalmente y lograr mejores resultados al tomar estrógenos. Esta cirugía por lo general se ha demostrado que se obtienen mejores resultados al tomar hormonas, sobre todo si se practica en la juventud, y más cuando la paciente no puede costear el tratamiento bloqueadores hormonales junto a las hormonas femeninas.

## Análogos de la Hormona Liberadora de Gonadotropina
- En ambos sexos, el hipotálamo libera la hormona liberadora de gonadotropina (GnRH, por sus siglas en inglés gonadotropin-releasing hormone) para estimular la producción de la hormona luteinizante y la hormona foliculoestimulante en la glándula pituitaria, que causa que las gónadas produzcan esteroides sexuales. En adolescentes de ambos sexos con indicadores relevantes, los análogos de la GnRH, como el acetato de goserelina puede ser usado para suspender el avance de la producción de dichos esteroides sexuales, cambios inapropiados en la pubertad por un periodo sin inducir a cambios en el resultado final, es decir, en el género con el que la paciente se identifica. Los antagonistas de la GnRH trabajan inicialmente sobre-estimulando la glándula pituitaria para luego desensibilizarla a los efectos de la hormona. Luego de algunas semanas, la producción de andrógenos en las gónadas se ve reducida en gran medida. Por otra parte, los antagonistas de la GnRH actúan bloqueando la acción de la GnRH en la pituitaria. Existe una gran controversia en torno a la mínima edad, y por cuánto tiempo es clínica, moral y legalmente seguro hacer esto. La sexta edición de World Professional Association for Transgender Health estableció como base una edad entre los 9 y los 11 años, pero no permite la utilización de hormonas hasta los 16. Cambios esqueléticos tales como el crecimiento de los huesos no se ven afectados por los análogos de la GnRH.

- Los análogos de la GnRH a menudo son prescritos para evitar la reactivación de la función testicular en tanto los cirujanos necesiten un cese en la ingesta de estrógenos, priorizando la cirugía en sí.

- El alto costo de esta medicación es otro punto a tener en consideración.
- La drogas que se utilizan como bloqueadores de la pubertad son análogos a la hormona liberadora de gonadotropina (GnRHa).[33]

## Efectos de la TRH

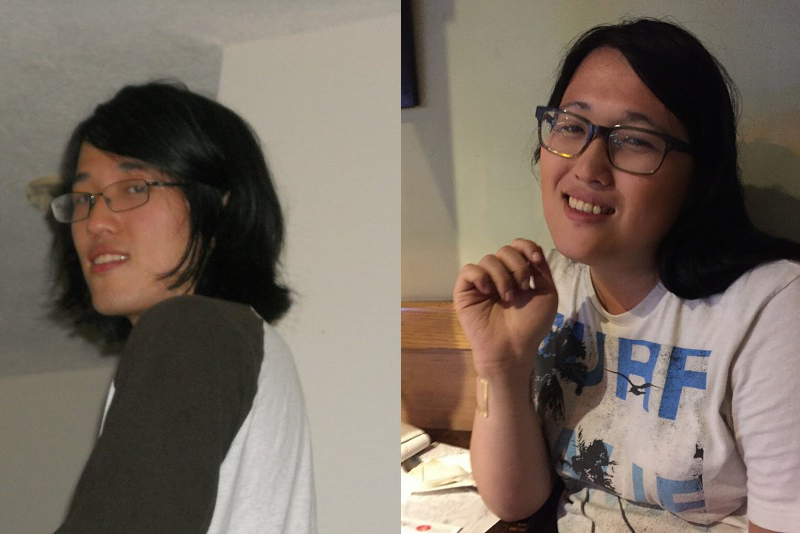
Mujer transexual antes y después de dos años de seguir el tratamiento de reemplazo hormonal

### Resumen
En mujeres transgénero la toma de estrógenos causa, entre otros cambios:
- Crecimiento de las mamas, acompañado con un aumento en el tamaño de los pezones.
- Redistribución de la grasa corporal.
- Afinamiento de la piel.

Para transiciones de hombre a mujer (MTF por sus siglas en inglés male-to-female), la terapia incluye estrógenos y progestágenos acompañados de antiandrógenos.
La TRH usualmente no detiene el crecimiento del vello corporal en su totalidad y/o produce cambios en la voz.

#### Cambios probablemente irreversibles
- Esterilidad [cita requerida]

#### Cambios parcialmente reversibles
- Desarrollo mamario (Puede necesitarse cirugía reconstructiva para revertirse).[34]

#### Cambios reversibles
- Disminución de la libido.
- Redistribución de grasa corporal.
- Ensanchamiento de caderas
- Reducción de masa muscular.
- Varios cambios en la piel.
- Reducción y afinamiento del vello corporal.
- Cambios en el olor corporal y la sudoración.
- Menor prominencia de venas.
- Cambios oculares.
- Reducción en el tamaño de las gónadas.

Los cambios psicológicos son más difíciles aún de definir, puesto que la TRH es usualmente la primera acción física que se toma al transicionar y el acto en sí de comenzar la terapia tiene un marcado efecto psicológico, el cual es difícil de distinguir entre los cambios inducidos por las hormonas.

#### Cosas no modificables con TRH
- La TRH no revierte cambios óseos que ya hayan sido establecidos por la pubertad. En consecuencia, la altura, el largo de los brazos, piernas, manos y pies, ancho de hombros, caja torácica, entre otros, no se verán afectados por la TRH. Por otra parte, los huesos tienden a adquirir densidad entre otras características por la presencia de andrógenos, y la TRH previene dichos cambios de ocurrir en un futuro.
- El ancho de las caderas no se ve afectado en las que la maduración epifiseal ha tenido lugar (evento que ocurre entre los 18 y 25 años de edad). La forma de las caderas no se ve afectada, ya sea que haya ocurrido la maduración o no.
- Los cambios ya establecidos en la estructura ósea facial no se ven afectados por la TRH, como así tampoco se ve afectada la prominencia del cartílago tiroideo (Nuez de Adán) Estos cambios pueden revertirse con cirugías de feminización facial y rasurado tranqueal (Condrolaringoplastía).
- Durante la pubertad la voz se torna más profunda y grave, lo cual tampoco se ve afectado por la TRH.
- El vello facial se ve afectado en una forma no muy significativa por la TRH, para su desaparición completa se recurren a técnicas de depilación definitiva, tales como electrólisis

### Cardiovascular
- El mayor riesgo cardiovascular para las mujeres transgénero es el efecto pro-trombótico de los estrógenos (Incremento de la coagulación sanguínea). Esto se manifiesta en un incrementado riesgo de padecer tromboembolismos: Trombosis venosa profunda (TVP) y embolia pulmonar (EP) lo que ocurre cuando el trombo se rompe y viaja a lo largo del aparato circulatorio hasta los pulmones. Es importante para cualquier persona en proceso hormonización buscar inmediatamente asistencia médica si percibe dolor o adormecimiento en una pierna, siendo este un síntoma predominante de la TVP; o si presenta síntomas de embolia pulmonar tales como: dolor en el pecho, falta de aliento, palpitaciones (inclusive sin presentar con anterioridad los síntomas de TVP).
- Antes de someterse a cirugía, los estrógenos utilizados en la terapia deberían suspenderse al menos con una semana de anticipación y hasta dos semanas después de realizada la cirugía.
- Las trombosis ocurren más frecuentemente en el primer año del tratamiento con estrógenos. Aquellos pacientes con predisposición a tromboembolismos deben consultar con el profesional médico y realizarse los estudios pertinentes.
- El riesgo de TVP es mayor con estrógenos orales (particularmente con etinilestradiol y estrógenos conjugados), en comparación con estrógenos inyectables, transdermales, implantables y nasales.[35][36][37][38][39][40][41][42][43][44][45][46][47][48][49][50][51][52][53][54][55][56]
- Los riesgos de una trombosis venosa profunda se incrementan con la edad y el tabaquismo, motivo por el cual muchos médicos recomiendan utilizar otras variantes más seguras de estrógeno en pacientes tabaquistas y/o mayores de 40.
- Si se realizan los controles debidos y la paciente se encuentra bien informada sobre su situación, una propensión a padecer trombosis no debería ser una contraindicación absoluta para comenzar una TRH.
- La bicalutamida está asociada con un incremento en el riesgo de falla cardíaca cuando se usa monoterapéuticamente (sin otras drogas).[57] Un estudio en pacientes con cáncer de próstata mostró un alto número de muertes no relacionadas con el cáncer entre pacientes que ingerían 150 mg/día de esta droga.[58][59] esta tasa no ha sido observada cuando la bicalutamida era combinada con un método antiandrógeno. Las exactas razones de falla cardíaca y las muertes no fueron completamente determinadas, pero existe el supuesto de que se deba a una insuficiencia adrenalínica e hipotensión, debido a la acción de la dihidrotestosterona.[60]

### Cabello y vello corporal
- El vello facial sólo se ve afectado mínimamente (reduce densidad, cobertura y su crecimiento se ralentiza) por los antiandrógenos. Aquellos pacientes que han transcurrido la pubertad hace menos de una década y/o cuya etnia generalmente se caracteriza por una cantidad pobre de vello facial, tendrán mejores resultados con los antiandrógenos. Sin embargo, para un resultado óptimo puede recurrirse a electrólisis/depilación láser.[61][62]
- El vello corporal (pecho, periareolar, hombros, espalda, abdomen, muslos, manos, pies) puede, con el tiempo, convertirse en un vello fino y más claro. El vello de los brazos, perianal y del perineo puede reducirse pero no desaparecer. El vello de las axilas cambiará en textura y largo, mientras que el vello púbico tomará un patrón más típicamente femenino. El vello de las piernas bajas bajará su cantidad. Todo depende de la genética propia.[61][62]
- El cabello puede cambiar en textura, forma y color (cabello que crece a partir de iniciada la TRH, no cabello ya crecido).
- Cejas menos revueltas y densas.

### Efectos uroginecológicos
- A menudo, las mujeres transgénero reportan una importante reducción de la libido, todo dependiendo de la dosis de antiandrógenos. Un pequeño número de mujeres transexuales post-operadas puede necesitar pequeñas dosis de testosterona para aumentar la libido. Algunas transexuales pre-operadas simplemente esperan hasta después de la cirugía de reasignación sexual para retomar o iniciar su vida sexual. Un incremento en la dosis estrogénica o adicionar un progestágeno también puede incrementar la libido.
- Las erecciones espontáneas y matutinas decrecen en frecuencia significativamente (Algunos pacientes luego de una orquidectomía, siguen presentando erecciones matutinas). Las erecciones voluntarias pueden ser mantenidas dado que el cerebro es el órgano sexual más importante y un desarrollado repertorio de fantasías y estímulos pueden ayudar. Además se debe tener en cuenta la visión de la paciente sobre sus genitales (Aversión, desencanto, tolerancia, aceptación, etc.)
- Volumen testicular reducido en un 25% (aproximadamente) con un dosaje típico, y un 50% con un dosaje más alto, especialmente luego de un año de iniciada la TRH. Se debe a una baja en el conteo de células de Leydig, células de Sertoli y tejido intersticial, que produce tanto esperma como testosterona. Cuando la testosterona es reducida dramáticamente, la espermatogénesis es detenida casi completamente, cuando las células que se encuentran involucradas en el proceso se atrofian.
- La próstata se encoge.
- La vejiga disminuye su tamaño.
- La línea que corre por debajo del pene y el medio del escroto, puede oscurecerse.
- Puede ocurrir una leve retención de líquidos (Exceptuando el caso de que se utilice espironolactona como antiandrógeno, ya que es un diurético)

### Huesos
- Estrógenos y andrógenos son necesarios para la salud ósea de hombres y mujeres. Los huesos son reabsorbidos y reconstruidos constantemente. La osteoporosis resulta cuando la formación ósea ocurre más lentamente que la reabsorción ósea.
- El estrógeno es la hormona sexual predominante que ralentiza la pérdida ósea.
- Tanto la testosterona como los estrógenos colaboran en la formación ósea.
- Las caderas pueden rotar ligeramente hacia adelante debido a cambios en los tendones, por lo tanto es de esperar que hayan molestias en la cadera, pero en no en todos los casos se presenta.

### Interacciones con otras drogas
- Cualquier droga puede causar reacciones adversas con otra medicación. Es prudente consultar a un profesional de la salud antes de ingerir una nueva medicación.
- De las fórmulas estrogénicas más comúnmente usadas, el etinilestradiol (generalmente encontrado en pastillas anticonceptivas) tiene el mayor número de reacciones adversas.

### Piel
- La capa superior de la piel se afina y se vuelve más traslúcida y suave. Disminuye el colágeno, la piel se vuelve más sensible a irritación o heridas por rascado o afeitado. Aumenta la sensación del tacto y decrece el recuento de melanina.
- La piel se vuelve más suave.[63]
- La actividad de las glándulas sebáceas disminuye, por lo tanto disminuye la producción de sebo. Consecuentemente la piel se vuelve más seca y menos susceptible a padecer acné.
- Los poros reducen su tamaño.
- Los olores corporales (piel, sudor, orina) reducen su intensidad y cambian su composición.
- Muchas glándulas sudoríparas se inactivan y el olor corporal disminuye.
- Más tejido adiposo subcutáneo se acumula. Esto da una apariencia más suave y llena. En consecuencia, puede producirse celulitis en muslos y glúteos.
- La susceptibilidad a quemaduras solares aumenta.
- Por el incremento de tejido adiposo en determinadas zonas (pechos, brazos, muslos, caderas, etc.) pueden producirse estrías.

### Cambios oculares
- La lente de los ojos altera su curvatura.[64][65][66][67]
- Debido a una baja de andrógenos, la glándula de Meibomio produce menos oleosidad, con lo que una resequedad ocular puede producirse.[68][69][70][71][72]

### Sentidos
- Sensibilidad al olor corporal masculino (feromonas masculinas inclusive). Puede estar relacionado con elevados niveles de estrógeno. El sentido del olfato se desarrolla.

Sin embargo, los progestágenos, generalmente disminuyen la sensibilidad a las feromonas masculinas.

### Desarrollo de las glándulas mamarias
- El desarrollo completo de las mamas (el cuerpo de la mama, areolas y pezones) toma entre 4-6 años en completarse dependiendo de la genética. Es normal que ocurra un alto durante el crecimiento de los pechos durante la feminización, o que sean asimétricos (Es decir, que un pecho sea un poco más grande que el otro). Las mujeres transgénero que se someten a una terapia de reemplazo hormonal, a menudo experimentan que su desarrollo mamario no es comparable con el de una mujer cisgénero, por lo que recurren a una cirugía de aumento mamario. El tamaño de la caja torácica y el ancho de hombros también juega un rol importante en el tamaño perceptible de los pechos; ambas características son usualmente, más pequeñas en las mujeres cisgénero.
- Los pezones y las areolas aumentan su tamaño. Además presentan una mayor pigmentación y sensibilidad. El aumento de sensibilidad, puede ser muy molesto al principio, pero con el tiempo la molestia disminuye.

### Distribución del tejido adiposo
- La distribución de la grasa corporal lentamente cambia con el tiempo. El cuerpo tenderá a acumular tejido adiposo en un típico patrón femenino, incluyendo así: caderas, muslos, glúteos, zona púbica, brazos y pechos. El cuerpo quemará la grasa localizada en la zona abdominal para crear una cintura más fina. Lo mismo ocurrirá en hombros y espalda.[61]
- El tejido subcutáneo adiposo se incrementa en el rostro (mejillas y labios) formando una apariencia de rostro lleno. Se afinarán los rasgos, puesto que se rellenará el espacio debajo de las mejillas y el contorno de la cara será menos marcado.

### Gastrointestinal
- Los estrógenos pueden causar trastornos en la vesícula biliar, especialmente en pacientes mayores u obesos.[73]
- Los estrógenos (en especial, las formas orales de estrógeno) pueden causar elevaciones en las transaminasas (enzimas hepáticas) indicando toxicidad hepática. Dichas enzimas deben ser periódicamente controladas en mujeres transgénero.

### Neurológicas/Psiquiátricas
- Pueden ocurrir cambios de humor, como desarrollar depresión. Muchas mujeres transgénero reportan el efecto contrario, es decir una mejora en el humor, como efecto de la TRH. En suma, el riesgo del efecto depresivo es más común en aquellas pacientes que toman progestinas. La medroxiprogesterona, en particular, ha demostrado causar depresión en ciertas individuas,[74][75][76] tal vez por su posible efecto en los niveles de dopamina;[77] sin embargo, este efecto puede estar relacionado con una fuerte inhibición en la producción de hormonas sexuales, algo que no se aplica en mujeres transgénero puesto que reemplazan sus hormonas endógenas con fuentes exógenas.
- Pueden producirse migrañas a causa de los estrógenos, o agravarse en caso de ya tenerlas.
- Los estrógenos pueden inducir al desarrollo de prolactinomas, por lo cual los niveles de prolactina deberían ser controlados periódicamente. La producción de leche en glándulas mamarias puede ser un signo de altos niveles de prolactina. Si ésta aumenta demasiado, puede causar cambios en la vista, migraña, depresión, cambios de humor, mareos, vómitos, náuseas y síntomas de fallas en la glándula pituitaria tales como hipotiroidismo.
- Algunas personas han notado una sensación de calma y autocontrol luego de iniciada la TRH.
- Estudios recientes han indicado que una terapia hormonal cruzada en mujeres transgénero puede resultar en una reducción del volumen cerebral para adecuarse a las proporciones femeninas.[78]

### Metabolismo
- La terapia con estrógeno provoca una disminución en la sensibilidad a la insulina, lo que coloca a las mujeres transgénero en una situación de riesgo de contraer diabetes tipo II.
- El metabolismo tiende a descender y se tiende a ganar peso, perder energía y necesitar más horas de sueño, además de disminuir la temperatura corporal. Debido a una privación androgénica, la pérdida del tono muscular y el lento metabolismo, una debilidad física se hace más que evidente. Ganar masa muscular se dificultará más que antes. En adición, los progestágenos producen un aumento de energía y un aumento de apetito puede ser citado también.

## Niveles hormonales
Durante la TRH, especialmente en las primeras etapas del tratamiento, los exámenes de sangre deben ser constantes para mantener controlados los niveles hormonales y la función hepática.
Israel sugiere que para individuas MTF pre-operadas, los niveles terapéuticos de estrógeno deben estar por encima del rango normal, pero no más del doble del rango de una mujer cisgénero. Antes de la cirugía, puede ser difícil y poco práctico suprimir en su totalidad los niveles de testosterona, en cuyo caso deberían recaer entre el nivel máximo femenino y el mínimo masculino de testosterona en sangre. 
Luego de la cirugía, se recomienda que ambos niveles (de estrógeno y testosterona) se encuentren dentro de los rangos normales de una mujer.
| Hormona              | Rango de ref. biológico fem. | Rango de ref. biológico masc. | Rango óptimo mujer trans (MTF)                                | Rango óptimo hombre trans (FTM)                                |
| -------------------- | ---------------------------- | ----------------------------- | ------------------------------------------------------------- | -------------------------------------------------------------- |
| Estrógeno (Total)    | 40–450 pg/mL                 | < 40 pg/mL                    | 400–800 pg/mL (pre-castración) 40–400 pg/mL (post-castración) | < 400 pg/mL (pre-castración) < 40 pg/mL (post-castración)      |
| Testosterona (Total) | 25–95 ng/dL                  | 225–900 ng/dL                 | 95–225 ng/dL (pre-castración) 25–95 ng/dL (post-castración)   | 225–900 ng/dL (pre-castración) 225–900 ng/dL (post-castración) |

Los rangos óptimos listados para estrógenos aplican solamente a individuas tomando hormonas bioidénticas (Por ejemplo: estradiol). No así, a aquellas tomando hormonas sintéticas u otras preparaciones no bioidénticas (Por ejemplo: etinilestradiol).
Los rangos hormonales no son exactos y varían dependiendo de la fuente referenciada. Lo mismo aplica al rango óptimo MTF y FTM.

## Historia
Hormonas sexuales femeninas efectivas de carácter farmacéutico estuvieron disponibles por primera vez en las décadas de 1920 y 1930. 
Una de las primeras clínicas transgénero fue abierta a mediados de la década de 1960, en la Escuela de Medicina de la Universidad Johns Hopkins. Para el año 1981, ya había alrededor de 40 de este tipo de centros.
La Sociedad Endócrina publicó guías para el tratamiento hormonal en el año 2009, con una versión revisada en 2017.
Si bien inicialmente el tratamiento hormonal para mujeres transgénero se constituyó principalmente de altas dosis de estrógeno, los antiandrógenos aparecieron décadas más tarde (acetato de ciproterona en 1977 y espironolactona en 1986), los cuales se establecieron como norma para cualquier terapia hormonal a principios de la década de 1990. Debido a su introducción, la cantidad de estrógenos administrados se redujo.[cita requerida]
Etinilestradiol, estrógenos conjugados y otros estrógenos no bioidénticos fueron removidos en terapias transgénero en favor del estradiol, alrededor del año 2000, debido a sus mayores riesgos de trombosis y problemas cardiovasculares.